# Der perfekte Chef
Der perfekte Chef, Untertitel Willkommen in der Familie, (Originaltitel: El buen patrón) ist ein Spielfilm aus dem Jahr 2021 von Regisseur und Drehbuchautor Fernando León de Aranoa mit Javier Bardem, Almudena Amor, Manolo Solo und Óscar de la Fuente. Im Rahmen der 36. Verleihung des Goya wurde die Schwarze Komödie 2022 in zwanzig Kategorien nominiert und in sechs Kategorien ausgezeichnet.

## Handlung
Julio Blanco ist der Inhaber des Familienunternehmens Básculas Blanco, das Industriewaagen herstellt. Nach außen und vor seinen Angestellten inszeniert er sich gern als gütiger Patriarch. Im Zweifel agiert er allerdings autoritär und mit Blick auf einen störungsfreien Betrieb. Bevor ihm eine Auszeichnung für exzellente Unternehmensführung der Regierung verliehen werden soll, steht der Besuch des Entscheidungskomitees an. Mit einer Rede möchte Julio seine Belegschaft motivieren und darauf einschwören, sich von ihrer besten Seite zu zeigen.
Allerdings häufen sich die Probleme. Beispielsweise campiert der gekündigte Ex-Mitarbeiter José vor dem Unternehmen und protestiert mit Megafon und Bannern gegen seine Entlassung. Dem deprimierten Produktionsleiter Miralles unterlaufen schwere Fehler und Julio kann die Augen nicht von seiner neuen Praktikantin Liliana lassen. Der scheinbar perfekte Chef versucht, die Probleme seiner Angestellten und seine eigenen rechtzeitig zu lösen. Dabei wendet er immer härtere und zweifelhaftere Methoden an.

## Besetzung und Synchronisation
Die deutschsprachige Synchronisation übernahm die Eclair Studios Germany GmbH. Dialogregie führte Pierre Peters-Arnolds, der auch das Dialogbuch schrieb.
| Rolle                           | Darsteller         | Synchronsprecher      |
| ------------------------------- | ------------------ | --------------------- |
| Julio Blanco, Direktor          | Javier Bardem      | Carlos Lobo           |
| Miralles, Produktionsleiter     | Manolo Solo        | Pierre Peters-Arnolds |
| Liliana, Marketing-Praktikantin | Almudena Amor      | Lea Kalbhenn          |
| Jose, Protestierer              | Óscar de la Fuente | Bernhard Völger       |
| Adela Blanco, Ehefrau von Julio | Sonia Almarcha     | Sabine Falkenberg     |
| Román, Wachschutz               | Fernando Albizu    | Axel Lutter           |
| Khaled, Logistikchef            | Tarik Rmili        | Jaron Löwenberg       |
| Rubio                           | Rafa Castejón      | Jörg Pintsch          |
| Fortuna, Mitarbeiter            | Celso Bugallo      |                       |
| Salva, Sohn von Fortuna         | Martín Páez        | Nicolas Rathod        |
| Albert, Marketing               | Nao Albet          | Patrick Keller        |
| Alejandro, Vater von Liliana    | Francesc Orella    | Oliver Siebeck        |
| Ángela, Praktikantin            | María de Nati      | Zalina Sanchez Decke  |
| Aurora, Ehefrau von Miralles    | Mara Guil          | Maud Ackermann        |
| Inés, Sekretärin                | Yaël Belicha       | Nurcan Özdemir        |
| lokaler Journalist              | Daniel Chamorro    | Georgios Tzitzikos    |

## Produktion und Hintergrund
Der Film wurde von der spanischen Reposado Producciones, The Mediapro Studio und von Básculas Blanco AIE produziert, als Produzenten fungierten Fernando León de Aranoa, Jaume Roures und Javier Méndez, Executive Producer waren Patricia de Muns, Marisas Fernández Armenteros und Laura Fernández Espeso. Beteiligt waren TV3, Orange und RTVE. Den Vertrieb übernahm in Deutschland die Alamode Filmdistribution.
Dreharbeiten fanden von Oktober bis Dezember 2020 in Spanien statt. Gedreht wurde unter anderem in Móstoles und anderen Orten der Autonomen Gemeinschaft Madrid.
Die Kamera führte Pau Esteve Birba, die Musik schrieb Zeltia Montes, die Montage verantwortete Vanessa Marimbert und das Casting Luis San Narciso. Das Szenenbild gestaltete César Macarrón, das Kostümbild Fernando García, die Maske Almudena Fonseca und Manolo García, die Spezialeffekte Míriam Piquer und Raúl Romanillos und den Ton Valeria Arcieri, Pelayo Gutiérrez und Iván Marín.

## Veröffentlichung
Premiere war am 21. September 2021 auf dem Festival Internacional de Cine de San Sebastián. 2022 wurde der Film auf dem Filmfest München, auf dem Zurich Film Festival sowie auf dem Istanbul Film Festival und dem Seattle International Film Festival präsentiert. Beim Miami Film Festival lief der Film als Eröffnungsfilm.
In Spanien kam der Film am 15. Oktober 2021 in die Kinos, deutscher Kinostart war am 28. Juli 2022. Auf Arte wurde der Film am 2. Oktober 2024 erstmals ausgestrahlt.

## Rezeption
Am 2. Oktober 2024 waren 103 von 112 bei Rotten Tomatoes aufgeführten Kritiken positiv bei einer durchschnittlichen Bewertung von 7,4 der 10 möglichen Punkte. Bei Metacritic erhielt der Film am 2. Oktober 2024 einen Metascore von 65 von 100 möglichen Punkten, der auf 23 Rezensionen basierte.
Filmdienst.de bezeichnete die Produktion als satirische schwarze Komödie mit blendender Besetzung, die Heuchelei und autoritäres Kapitalistentum anprangere, ohne allzu viel Hoffnung auf einen Aufbruch des Systems zu machen. Effizient verschachtelt angelegt, enthülle der Film erst nach und nach die Skrupellosigkeit der Hauptfigur.
Ulf Lepelmeier vergab auf filmstarts.de vier von fünf Sternen und urteilte, dass der Film einfach Spaß mache und rundum gelungenes, gut getaktetes Unterhaltungskino mit sozialkritischem Anstrich biete, ohne dabei brutal bissig oder schmerzvoll sozialrealistisch zu werden. Mit der immer schwärzer werdende Satire habe Regisseur Fernando León De Aranoa mit seinem großartig aufspielenden Hauptdarsteller Javier Bardem dem Sprichwort „Wo gehobelt wird, da fallen Späne“ ein unterhaltsames filmisches Denkmal gesetzt.
Oliver Armknecht bewertete die „unterhaltsame Satire“ auf film-rezensionen.de mit sieben von zehn Punkten. Der Film verbinde deutliche Gesellschaftskritik mit reiner Unterhaltung. Das spielfreudige Ensemble lasse über gelegentliche Längen hinwegsehen.

## Auszeichnungen und Nominierungen (Auswahl)
Europäischer Filmpreis 2022
- Auszeichnung in der Kategorie Beste Komödie

Goya 2022
- Auszeichnung in der Kategorie Bester Film (Fernando León de Aranoa)
- Auszeichnung in der Kategorie Beste Regie (Fernando León de Aranoa)
- Auszeichnung in der Kategorie Bestes Drehbuch (Fernando León de Aranoa)
- Auszeichnung in der Kategorie Bester Hauptdarsteller (Javier Bardem)
- Auszeichnung in der Kategorie Beste Filmmusik (Zeltia Montes)
- Auszeichnung in der Kategorie Bester Schnitt (Vanessa Marimbert)
- Nominierung in der Kategorie Bester Nebendarsteller (Fernando Albizu)
- Nominierung in der Kategorie Bester Nebendarsteller (Celso Bugallo)
- Nominierung in der Kategorie Bester Nebendarsteller (Manolo Solo)
- Nominierung in der Kategorie Beste Nebendarstellerin (Sonia Almarcha)
- Nominierung in der Kategorie Bester Nachwuchsdarsteller (Óscar de la Fuente)
- Nominierung in der Kategorie Bester Nachwuchsdarsteller (Tarik Rmili)
- Nominierung in der Kategorie Beste Nachwuchsdarstellerin (Almudena Amor)
- Nominierung in der Kategorie Beste Produktionsleitung (Luis Gutiérrez)
- Nominierung in der Kategorie Beste Kamera (Pau Esteve Birba)
- Nominierung in der Kategorie Bestes Szenenbild (César Macarrón)
- Nominierung in der Kategorie Beste Kostüme (Fernando García)
- Nominierung in der Kategorie Beste Spezialeffekte (Míriam Piquer und Raúl Romanillos)
- Nominierung in der Kategorie Bester Ton (Valeria Arcieri, Pelayo Gutiérrez und Iván Marín)
- Nominierung in der Kategorie Beste Maske (Almudena Fonseca und Manolo García)

Oscarverleihung 2022
- Vorauswahl in der Kategorie Bester internationaler Film

Satellite Awards 2021
- Nominierung in der Kategorie Bester fremdsprachiger Film